# John Manuel Cook
John Manuel Cook (* 11. Dezember 1910 in Sheffield (Yorkshire); † 2. Januar 1994 in Stirling) war ein britischer Klassischer Archäologe.

## Leben
John Manuel Cook war der jüngere Sohn des anglikanischen Vikars Charles Robert Cook und seiner Frau Mary Manuel Cook. Sein Bruder war Robert Manuel Cook (1909–2000), der ebenfalls Klassischer Archäologe wurde. Cook besuchte das Marlborough College und studierte dann Classics am King’s College der University of Cambridge.
Von 1934 bis 1936 war er Stipendiat an der British School at Athens, wo er sich mit der protoattischen Keramik beschäftigte. 1936 wurde er Assistent, 1938 Lecturer für Classics an der University of Edinburgh. Am Zweiten Weltkrieg nahm er bei den Royal Scots und als lieutenant-colonel beim British Army Intelligence Corps teil. 1943 sprang er mit dem Fallschirm im besetzten Griechenland ab und diente als Verbindungsoffizier zu den Widerstandskämpfern in Epirus und blieb bis 1946 als Kunstschutzoffizier bei der British Military Mission in Greece in Griechenland. 1946 kehrte er kurz nach Edinburgh zurück, um dann bis 1954 Direktor der British School at Athens zu werden. 1954 wurde er Lecturer, 1955 Reader und 1958 schließlich Professor für Alte Geschichte und Klassische Archäologie an der University of Bristol. Hier lehrte er bis zu seinem Ruhestand 1976.
Feldforschungen betrieb er vor allem in Kleinasien. 1948 bis 1951 grub er mit Ekrem Akurgal in Alt-Smyrna. Seit den 1950er Jahren führte er zahlreiche Surveys in Kleinasien durch, häufig mit George Ewart Bean. Seine Forschungen galten der Troas und Karien. Sein Interesse galt auch den Verbindungen von Griechenland in den Osten und so reiste er ab 1969 einige Male in den Iran, um die dortigen Denkmäler der Achämeniden zu studieren.
Cook war Fellow der Society of Antiquaries of London (1948), korrespondierendes Mitglied des Deutschen Archäologischen Instituts und Mitglied der British Academy (1974).
1939 heiratete er Enid May Robertson (1912/13–1976), aus der Ehe gingen zwei Söhne hervor, der Islamwissenschaftler Michael Cook (* 1940) und der Musikwissenschaftler Nicholas Cook (* 1950).

## Veröffentlichungen (Auswahl)
Siehe R. L. N. Barber, Kenneth A. Sheedy: John M. Cook (1910–1994): A Bibliography. In:
The Annual of the British School at Athens Bd. 92, 1997, S. 441–446.
- Protoattic Pottery. In: The Annual of the British School at Athens. Bd. 35, 1934/1935, S. 165–219.
- Works of Art in Greece, the Greek Islands and the Dodecanese. HMSO, London 1946.
- mit George Ewart Bean: The Halicarnassus Peninsula. In: The Annual of the British School at Athens Bd. 50, 1955, S. 85–171.
- Old Smyrna, 1948–1951. In: The Annual of the British School at Athens 53/54, 1958/1959, S. 1–34.
- mit William Hugh Plommer: The Sanctuary of Hemithea at Kastabos. Cambridge University Press, Cambridge 1966.
- The Troad. An archaeological and topographical study. Clarendon Press, Oxford 1973.
- The Persian Empire. J. M. Dent & Sons, London u. a. 1983
- Cities in and around the Troad. In: The Annual of the British School at Athens Bd. 83, 1988, S. 7–19.
- mit Richard Vaughan Nicholls: Old Smyrna Excavations: the Temples of Athena. The British School at Athens, London 1998, ISBN 0-904887-28-6.